# San Javier (Misiones)
San Javier – miasto w prowincji Misiones w Argentynie nad rzeką Urugwaj. Ośrodek administracyjny departamentu San Javier.